# Ferdinand Stracke
Ferdinand Stracke (* 27. Mai 1935 in Eslohe; † 10. Mai 2023) war ein deutscher Stadtplaner und Hochschullehrer.

## Werdegang
In den 1960er- und 70er-Jahren leitete Stracke mit Max Guther das Planungsbüro „Guther und Stracke“ in Darmstadt. 1975 wurde er auf den Lehrstuhl für Städtebau, Wohnungswesen und Landesplanung der TU Braunschweig berufen. 1988 wurde Stracke als Nachfolger von Gerd Albers auf den Städtebaulehrstuhl der TU München berufen und wurde Ordinarius für Städtebau und Regionalplanung. Er verfasste 1995 die zweite Münchner Hochhausstudie auf Basis der 1. Studie von Detlef Schreiber. Ab 2002 war er Vorsitzender der Landesgruppe Bayern der Deutschen Akademie für Städtebau und Landesplanung.
Er war korrespondierendes Mitglied der Braunschweigischen Wissenschaftlichen Gesellschaft.

## Preise
- 2005: Leo-von-Klenze-Medaille[5]

## Schriften (Auswahl)
- Städtebauliches Leitbild. in: Veröffentlichung / Seminar für Planungswesen. 17. Techn. Univ. Braunschweig, Braunschweig 1979, OCLC 64258342.
- als Herausgeber: Wolfsburg, fünfzig Jahre Stadtentwicklung. Gespräche mit Stadtbauräten. in: Bericht der Landesgruppe Niedersachsen-Bremen. 10. Dt. Akad. für Städtebau und Landesplanung, Landesgruppe Niedersachsen-Bremen, Hannover 1988, OCLC 19325713.
- mit Ina Laux: Stadt Werk. Büro Wilhelm, Amberg 2003, ISBN 3-936-72105-X.
- Ferdinand Stracke: WohnOrt München: Stadtentwicklung im 20. Jahrhundert. Franz Schiermeier Verlag, München 2012, ISBN 978-3-9814521-2-9.
- Ferdinand Stracke: Werkstattbericht Ferdinand Stracke Franz Schiermeier Verlag, München 2017, ISBN 978-3-943866-56-8